# Мирослав Грумич
Мирослав Грумич (серб. Мирослав Грумић / Miroslav Grumić) — сербський футболіст, півзахисник «Печа».

## Біографія
Народився в місті Апатин в 1984 році. Там же і почав грати у футбол на професійному рівні в місцевому клубі «Младост», в якому з 2001 року виступав в основі.
У 2003 році Мирослав перейшов у «Воєводину», але більшу частину часу провів в оренді в рідний «Младості». 
2006 року Грумич став гравцем полтавської «Ворскли». В першому для себе українському сезоні Грумич зіграв 26 матчів у чемпіонаті і забив 3 м'ячі. А ще заробив 6 жовтих і 1 червону картку: в квітні 2007 року в матчі проти київського «Динамо» Грумич показав непристойний жест на адресу арбітра, за що клуб заплатив штраф у розмірі 1 000 євро, а сам футболіст відбував дискваліфікацію протягом трьох матчів.
У сезоні 2007/08 серб знову відзначився трьома голами, але вже в 19 зустрічах. Регулярно за полтавський клуб Мирослав грав до тих пір, поки біля керма полтавців на початку 2008 року не став Микола Павлов. Під його керівництвом Грумич взяв участь лише в трьох неповних поєдинках. А у наступному чемпіонаті 24-річний футболіст в матчах Прем'єр-ліги на поле не виходив і отримував практику у матчах молодіжної першості, де він до кінця року провів 6 матчів.
В кінці 2008 року футболіст повернувся до Сербії в «Банат», в якому став основним нападником команди. 
На початку 2011 року нападник переїхав в Угорщину, де став виступати за «Капошвар», а з літа 2012 року став захищати кольори «Печа».